# Xu hướng tính dục bất tương hợp bản ngã
Xu hướng tính dục bất tương hợp bản ngã là một chẩn đoán sức khỏe tâm thần gây nhiều tranh cãi, được đưa vào Cẩm nang Chẩn đoán và Thống kê Rối loạn tâm thần (DSM) của Hiệp hội Tâm thần học Hoa Kỳ từ năm 1980 đến 1987 (dưới tên đồng tính luyến ái bất tương hợp bản ngã) và trong Phân loại thống kê quốc tế về các bệnh tật và vấn đề sức khỏe liên quan (ICD) của Tổ chức Y tế Thế giới (WHO) từ năm 1990 đến năm 2019. Các cá nhân có thể được chẩn đoán có xu hướng tính dục bất tương hợp bản ngã nếu xu hướng hoặc hấp dẫn tính dục của họ trái ngược với hình ảnh lý tưởng về bản thân, gây lo âu và mong muốn thay đổi xu hướng tính dục này hoặc trở nên thoải mái hơn với nó. Thuật ngữ này không mô tả bản thân xu hướng tính dục bẩm sinh, mà là sự xung đột giữa xu hướng tính dục mà một người mong muốn có và xu hướng tính dục thực sự của họ.

## Phân loại
Tổ chức Y tế Thế giới (WHO) liệt kê xu hướng tính dục bất tương hợp bản ngã trong ICD-10, và coi nó như là một dạng rối loạn phát triển xu hướng tính dục. Chẩn đoán của WHO dành cho những trường hợp khi bản dạng giới hoặc xu hướng tính dục đã rõ ràng, nhưng bệnh nhân lại mắc một chứng rối loạn tâm lý hoặc hành vi khác khiến họ muốn thay đổi xu hướng tính dục của mình. Sổ tay chẩn đoán có lưu ý rằng bản thân xu hướng tính dục không phải là bệnh rối loạn.
Tương tự, Hiệp hội Tâm lý học Hoa Kỳ đã chính thức loại bỏ đồng tính luyến ái bất tương hợp bản ngã khỏi danh sách bệnh từ năm 1987. Năm 2007, một nhóm đặc nhiệm của Hiệp hội Tâm lý học Hoa Kỳ đã tiến hành xem xét và đánh giá các nghiên cứu hiện có về hiệu quả của liệu pháp trị liệu sửa đổi xu hướng tính dục. Báo cáo của họ lưu ý rằng có rất ít nghiên cứu về những nỗ lực thay đổi xu hướng tính dục (SOCEs) sử dụng phương pháp luận đúng đắn, và rằng "kết quả của nghiên cứu có giá trị khoa học chỉ ra rằng không có khả năng các cá nhân có thể giảm sự hấp dẫn đồng giới hoặc tăng sự hấp dẫn khác giới nhờ những nỗ lực thay đổi xu hướng tính dục". Ngoài ra, lực lượng đặc nhiệm phát hiện ra rằng "không có nghiên cứu nào về những nỗ lực thay đổi xu hướng tính dục có sử dụng phương pháp luận đúng đắn gần đây có thể cho phép lực lượng đặc nhiệm đưa ra kết luận chắc chắn về việc liệu những nỗ lực thay đổi xu hướng tính dục gần đây có an toàn hay không, và an toàn cho những ai". Mục chẩn đoán "đồng tính luyến ái bất tương hợp bản ngã" đã bị xóa khỏi cẩm nang DSM của Hiệp hội Tâm lý học Hoa Kỳ vào năm 1987 (cùng lúc xuất bản DSM-III-R). Rối loạn tình dục vẫn còn tổn tại trong DSM dưới danh mục "các rối loạn tình dục không chuyên biệt khác". Một trong những rối loạn thuộc danh mục này là "sự đau khổ dai dẳng và rõ rệt về xu hướng tính dục của một cá nhân", tương tự như cách WHO mô tả xu hướng tính dục bất tương hợp bản ngã. Nhóm Công tác đang cân nhắc những thay đổi đối với ICD-11 (sẽ được triển khai vào năm 2018) báo cáo rằng các phân loại trong phần F66 không có tác dụng lâm sàng và khuyến nghị xóa bỏ phần này.
Hội đồng Y khoa Ấn Độ sử dụng phân loại của WHO về xu hướng tính dục bất tương hợp bản ngã. Tiêu chuẩn Phân loại và Chẩn đoán Rối loạn tâm thần của Trung Quốc vẫn bao gồm đồng tính luyến ái bất tương hợp bản ngã.

## Chẩn đoán
Khi WHO loại bỏ chẩn đoán đồng tính luyến ái như một dạng rối loạn tâm thần trong ICD-10, chẩn đoán xu hướng tính dục bất tương hợp bản ngã đã được chuyển về mục "Rối loạn tâm lý và hành vi liên quan đến phát triển xu hướng tính dục". ICD-10 của WHO chẩn đoán xu hướng tính dục bất tương hợp bản ngã như sau:
Không có nghi vấn về bản dạng giới hoặc xu hướng tính dục (dị tính, đồng tính, song tính hoặc ái nhi), nhưng cá nhân mong muốn nó khác đi do các rối loạn tâm lý và hành vi liên quan và có thể tìm cách điều trị để thay đổi nó.(F66.1)
WHO lưu ý rằng đối với các mã chẩn đoán trong mục F66: "Bản thân xu hướng tính dục không được coi là một chứng rối loạn."
Tuy nhiên, bệnh nhân đôi khi vẫn nhận chẩn đoán mắc "rối loạn đồng tính". Điều này thường là kết quả của những thái độ ghét bỏ và thiếu khoan dung của xã hội hoặc xung đột giữa những ham muốn tính dục và hệ thống niềm tin tôn giáo.

## Điều trị
Một người có thể tiếp cận nhiều lộ trình trị liệu xu hướng tính dục bất tương hợp bản ngã trong những trường hợp là người đồng tính luyến ái. Không có liệu pháp chữa xu hướng tính dục bất tương hợp bản ngã được biết nào có liên quan đến những xu hướng tính dục khác. Liệu pháp có thể nhằm mục đích thay đổi xu hướng tính dục, hành vi tình dục hoặc giúp khách hàng trở nên thoải mái hơn với xu hướng và hành vi tính dục của họ. Các nhóm nhân quyền đã cáo buộc một số quốc gia thực hiện những phương pháp điều trị với những cá nhân đồng tính luyến ái tương hợp bản ngã. Điều trị có thể bao gồm nỗ lực thay đổi xu hướng tính dục hoặc điều trị để giảm bớt căng thẳng. Ngoài ra, một số cá nhân có thể chọn theo đuổi các phương pháp không chuyên nghiệp, chẳng hạn như tham vấn tôn giáo hoặc tham gia vào một nhóm từng là người đồng tính.

### Tôn trọng LGBT
Trị liệu tâm lý khẳng định đồng tính giúp người thuộc cộng đồng LGB phân tích và chấp nhận xu hướng tính dục của họ và các mối quan hệ tình dục liên quan. Các nhà tâm lý học và toàn bộ các chuyên gia y tế chính thống đều đồng ý rằng đồng tính luyến ái và lưỡng tính luyến ái không phải là dấu hiệu của bệnh tâm thần. Trong nhiều năm, tâm thần học xem đồng tính luyến ái như một bệnh tâm thần; tuy nhiên điều này đã bắt đầu thay đổi vào năm 1973. Thay vào đó, hướng dẫn quy trình trị liệu hiện tại khuyến khích các nhà trị liệu tâm lý hỗ trợ bệnh nhân vượt qua sự kỳ thị đồng tính thay vì cố gắng thay đổi xu hướng tính dục của họ.
Vì một số chuyên gia sức khỏe tâm lý không có đầy đủ hiểu biết về những khó khăn về mặt xã hội trong quá trình công khai xu hướng tính dục, đặc biệt là các yếu tố như tuổi tác, sắc tộc, dân tộc hoặc tôn giáo, nên Hiệp hội Tâm lý Hoa Kỳ đã khuyến khích họ tìm hiểu thêm về những hình thức phân biệt đối xử khác nhau mà khách hàng đồng tính nam, đồng tính nữ và lưỡng tính của họ phải đối mặt. Nhiều người LGBTQ bị gia đình chối bỏ và hình thành các mối quan hệ tương đương gia đình và các hệ thống hỗ trợ riêng biệt, và những mối quan hệ này có thể còn xa lạ với các chuyên gia sức khỏe tâm lý, vì vậy, họ được khuyến khích nên cân nhắc đến sự đa dạng của các mối quan hệ mở rộng thay cho các mối quan hệ gia đình. Trong liệu pháp tâm lý chấp nhận đồng tính, các nhà tâm lý học cần nhận ra thái độ và kiến thức của họ về các vấn đề về đồng tính và song tính có mối liên quan như thế nào đến việc đánh giá và điều trị, và tìm kiếm sự tư vấn hoặc giới thiệu phù hợp theo chỉ định. Các nhà tâm lý học luôn cố gắng tìm hiểu những cách thức mà sự kỳ thị xã hội (định kiến, phân biệt đối xử và bạo lực) có thể gây ảnh hưởng tiêu cực đến sức khỏe tâm thần và hạnh phúc của khách hàng đồng tính và song tính. Các nhà tâm lý học cố gắng tìm hiểu xem những quan điểm không chính xác hoặc mang thành kiến về đồng tính hoặc lưỡng tính có thể ảnh hưởng như thế nào đến cách khách hàng thể hiện bản thân trong quá trình điều trị và quá trình trị liệu.
Đối với một số khách hàng, những hành động để thỏa mãn sự thu hút cùng giới có thể không phải là một giải pháp thỏa đáng vì nó có thể mâu thuẫn với niềm tin tôn giáo của họ; các nhà cung cấp dịch vụ chăm sóc sức khỏe tâm thần có giấy phép có thể tiếp cận tình huống như vậy bằng cách không từ chối cũng như không khuyến khích cuộc sống độc thân. Douglas Haldeman đã lập luận rằng đối với những cá nhân tìm kiếm liệu pháp vì cảm thấy bức bối bởi "sự khác biệt nội tâm dường như không thể hòa giải" giữa "cái tôi tình dục và tôn giáo của họ... thì không thể chỉ định cả liệu pháp trị liệu chấp nhận  đồng tính lẫn liệu pháp trị liệu chuyển đổi  xu hướng tính dục" và rằng " [cũng như cách mà] các nhà trị liệu trong thế giới tôn giáo [nên] tránh việc chẩn đoán bệnh vì khách hàng của họ là người thuộc cộng đồng LGB... các nhà trị liệu theo phương pháp chấp nhận  đồng tính cũng nên tránh việc đánh giá thấp những người tin vào tôn giáo bảo thủ, dù là công khai hay ngầm định." Nghiên cứu cho thấy rằng khách hàng thường cho rằng những bác sĩ trị liệu không tôn trọng bản dạng tôn giáo sẽ không thể mang lại kết quả chữa trị như mong muốn.
Một trong những lĩnh vực nghiên cứu mới nổi về liệu pháp tâm lý chấp nhận  đồng tính có liên quan đến quá trình hỗ trợ các cá nhân LGBTQ theo tôn giáo cảm thấy thoải mái với xu hướng tính dục và giới tính của họ. Các phân tích tường thuật về báo cáo của các bác sĩ tâm lý lâm sàng liên quan đến liệu pháp tâm lý chấp nhận đồng tính cho thấy rằng phần lớn các xung đột được nhắc đến trong bối cảnh điều trị của người đồng tính nam và người thân theo tôn giáo của họ đều có mối liên quan đến sự tương tác giữa gia đình, bản thân và tôn giáo. Các bác sĩ tâm lý lâm sàng báo cáo rằng những người đồng tính nam và gia đình của họ thường gặp khó khăn hơn với những tổ chức tôn giáo, cộng đồng tôn giáo và thực hành tôn giáo hơn là trực tiếp với Chúa. Chana Etengoff và Colette Daiute đưa tin  trên Tập san Đồng tính luyến ái rằng các bác sĩ tâm lý lâm sàng thường xuyên giải quyết những xung đột này nhất bằng cách nhấn mạnh các chiến lược hòa giải nhằm nâng cao nhận thức về bản thân, tìm kiếm sự hỗ trợ từ những nhóm không liên quan đến tôn giáo (ví dụ như tổ chức PFLAG) và tăng cường giao tiếp tích cực giữa các thành viên trong gia đình.

#### Các nhóm hỗ trợ LGB
Các nhóm LGB giúp chống lại và giảm bớt sự căng thẳng ở người thuộc nhóm thiểu số, cũng như sự tách biệt và cô lập xã hội. Họ tập trung vào việc giúp một người có xu hướng tính dục bất tương thích bản ngã chấp nhận xu hướng tính dục của của bản thân.

### Những nỗ lực thay đổi xu hướng tính dục
Một đội đặc nhiệm do APA ủy quyền đã phát hiện ra rằng bản dạng tôn giáo và cách một người xác định ra ngoài xu hướng tính dục (xem bản dạng xu hướng tính dục) có thể phát triển trong suốt cuộc đời. Trị liệu tâm lý, các nhóm hỗ trợ và các sự kiện trong đời đều có thể ảnh hưởng đến cách mà một người xác định bản dạng riêng tư và công khai. Tương tự, sự nhận thức bản thân và định nghĩa bản thân có thể phát triển trong quá trình điều trị. Một số người hành nghề cam đoan rằng có thể nhìn thấy sự cải thiện trong điều chỉnh cảm xúc (giảm sự tự kỳ thị và xấu hổ), cũng như những niềm tin, giá trị và chuẩn mực cá nhân (thay đổi niềm tin, hành vi và động cơ tôn giáo và đạo đức). Tuy nhiên, hướng tiếp cận điều trị này bị nhiều người cho là không có tư vấn kỹ càng, nhiều rủi ro và có khả năng gây tổn hại cho cá nhân.
Hiệp hội Tâm lý Hoa Kỳ (American Psychological Association) "khuyến khích những chuyên gia về sức khỏe tâm thần tránh miêu tả sai về tính hiệu quả của các nỗ lực thay đổi xu hướng tính dục thông qua việc quảng bá hoặc hứa hẹn về sự thay đổi trong xu hướng tính dục khi cung cấp hỗ trợ cho những cá nhân cảm thấy đau khổ bởi xu hướng tính dục của chính bản thân hay của người khác và đã kết luận rằng những lợi ích được ghi nhận bởi người tham gia vào các nỗ lực thay đổi xu hướng tính dục có thể đạt được qua những cách tiếp cận không nhằm mục đích thay đổi xu hướng tính dục". APA đã xem xét nghiên cứu về tính hiệu quả của những nỗ lực thay đổi xu hướng tính dục, và kết luận rằng không có đủ bằng chứng để chứng minh được liệu những nỗ lực này có hiệu quả hay không. Những người tham gia đã báo cáo về cả tác hại và lợi ích từ các nỗ lực ấy, nhưng không có mối quan hệ nhân quả nào được xác định giữa chúng và lợi ích hay tác hại. Theo một nghiên cứu gần đây của APA, những người tham gia báo cáo lại về tác hại nhìn chung cho biết về "cảm giác tức giận, lo lắng, bối rối, trầm cảm, đau buồn, tội lỗi, tuyệt vọng, các mối quan hệ gia đình xấu đi, mất hỗ trợ xã hội, mất niềm tin, hình ảnh bản thân tồi tệ, cô lập xã hội, khó khăn để gần gũi, sự xâm lấn của các viễn cảnh không mong muốn, ý định tự sát, căm ghét bản thân, và rối loạn chức năng tình dục. Những báo cáo về nhận thức tác hại được phản bác bằng các ghi chép nhận thức về sự nhẹ nhõm, hạnh phúc, mối quan hệ với Chúa được cải thiện, và sự cải thiện nhận thấy về tình trạng sức khỏe tâm thần".
Không có tổ chức chuyên môn lớn nào về sức khỏe tâm thần phê chuẩn những nỗ lực thay đổi xu hướng tính dục và hầu như tất cả đều áp dụng các tuyên bố chính sách nhằm cảnh báo giới chuyên môn và công chúng về các phương thức điều trị nhằm mục đích thay đổi xu hướng tính dục.

#### Liệu pháp chuyển đổi tính dục
APA đã hoàn toàn bác bỏ thứ được gọi là liệu pháp chuyển đổi tính dục (đôi khi được gọi là liệu pháp "cựu đồng tính") bởi tính vô hiệu và có khả năng gây hại.
Một phiên bản của liệu pháp chuyển đổi, Liệu pháp Toàn vẹn Giới (Gender Wholeness Therapy), được thiết kế bởi David Matheson, một Nhà tham vấn Chuyên nghiệp được cấp phép và là một cựu đồng tính. Trọng tâm trong tư vấn của ông Matheson là giúp đàn ông—tất cả khách hàng của ông đều là nam giới—hình thành "sự toàn vẹn về giới" bằng cách giải quyết những vấn đề về cảm xúc và xây dựng mối quan hệ lành mạnh với những người đàn ông khác. Ông tin rằng việc đó giúp làm giảm những ham muốn đồng tính. Năm 2019, ông Matheson tuyên bố về ý định ly hôn với người vợ đã kết hôn được 34 năm, và sống phần còn lại của cuộc đời như một người đàn ông đồng tính công khai.
Một biến thể khác của liệu pháp chuyển đổi tính dục, "liệu pháp chấp nhận giới" (gender-affirmative therapy) đã được A. Dean Byrd miêu tả như sau: "Tiền đề cơ bản của liệu pháp chấp nhận giới là việc các biến số về mặt xã hội và cảm xúc có tác động đến bản dạng giới, từ đó quyết định xu hướng tính dục. Công việc của nhà trị liệu là giúp mọi người hiểu về sự phát triển giới của họ. Sau đó, những cá nhân ấy sẽ có thể đưa ra những lựa chọn phù hợp với hệ thống đạo đức của họ. Trọng tâm của liệu pháp là giúp khách hàng phát triển đầy đủ bản dạng nam tính hay nữ tính".
Một số tổ chức đã bắt đầu các khóa tu dưỡng (retreat) được dẫn dắt bởi những người hướng dẫn với mục đích giúp người tham gia giảm bớt những ham muốn đồng tính. Những khóa tu dưỡng này thường sử dụng nhiều kỹ thuật khác nhau. Journey into Manhood (tạm dịch: Hành trình tới Vùng Nam giới), được lập ra bởi tổ chức People Can Change (tạm dịch: Con người Có thể Thay đổi), sử dụng "rất nhiều hình thức bài tập cho nhóm lớn, nhóm nhỏ và cá nhân, từ viết nhật ký đến hình dung (hoặc tưởng tượng có hướng dẫn), chia sẻ nhóm và việc giải phóng cảm xúc chuyên sâu". Những sự kiện cuối tuần được tổ chức bởi Adventure in Manhood (tạm dịch: Cuộc Phiêu lưu tới Vùng Nam giới) hỗ trợ cho việc "gắn kết lành mạnh với đàn ông thông qua hoạt động, công việc nhóm và sự giao lưu nam tính." Mặc dù không dành riêng cho những người đồng tính nam, một số người đồng tính nam đã tham gia New Warrior Training Adventure (tạm dịch: Cuộc Phiêu lưu Huấn luyện Tân Chiến binh), một sự kiện cuối tuần được tổ chức bởi Dự án ManKind (ManKind Project). Sự kiện là một "quá trình khởi đầu và tự nhìn nhận lại về bản thân, được thiết kế như một chất xúc tác cho sự phát triển của một bản thể nam tính lành mạnh và trưởng thành". Joe Dallas, một cựu đồng tính nổi tiếng, dẫn dắt một khóa tu dưỡng hàng tháng về sự thuần khiết tính dục kéo dài trong 5 ngày, mang tên Every Man's Battle (tạm dịch: Cuộc chiến của Mọi Đàn ông).
Một số biện pháp trị liệu chuyển đổi tính dục tự nguyện (reparative therapy) đã được tạo ra, bao gồm:
- Liệu pháp bản dạng tính dục (sexual identity therapy) được thiết kế bởi Warren Throckmorton và Mark Yarhouse, và được Robert L. Spitzer ghi nhận[31] trước khi ngừng tin rằng ông đã chứng minh được sự thành công của liệu pháp chuyển đổi tính dục tự nguyện.[32] Mục đích của nó là giúp bệnh nhân điều chỉnh bản dạng tính dục sao cho phù hợp với niềm tin và giá trị đạo đức của họ. Liệu pháp bao gồm bốn giai đoạn: (1) đánh giá, (2) sự đồng thuận nâng cao hoặc mở rộng, (3) liệu pháp tâm lý, và (4) sự hòa nhập xã hội của một bản dạng tính dục được quý trọng.
- Liệu pháp tâm lý nhóm sử dụng những buổi hẹn theo nhóm, dẫn dắt bởi một nhà tâm lý học duy nhất, và tập trung vào xung đột bao quanh biểu hiện đồng tính luyến ái.[33]
- Liệu pháp Cụ thể Bối cảnh (Context Specific Therapy) được thiết kế bởi Jeffrey Robinson. Nó không sử dụng bất kỳ một giả thuyết nào về đồng tính luyến ái, nhưng sử dụng nhiều nền tảng lý thuyết tùy theo nhu cầu của khách hàng,[34] và được dựa trên nghiên cứu về hiện tượng học.[35] Nó không tìm cách thay đổi xu hướng của khách hàng, mà tập trung vào việc giảm thiểu những suy nghĩ và hành vi đồng tính. Nó hoạt động trên chính nhận thức của khách hàng về Chúa, chỉ ra rằng "những cá nhân thành công trong việc vượt qua những vấn đề đồng tính luyến ái là những người được thúc đẩy bởi những giá trị tôn giáo mạnh mẽ".[36]
- Liệu pháp MAP được thiết kế dành cho cả những cá nhân có xu hướng tính dục bất tương hợp bản ngã và các thành viên trong gia đình.[37] Có bốn hướng đi chính mà khách hàng có thể lựa chọn: (1) họ có thể chấp nhận bản dạng LGB, (2) hình thành lối sống trinh tiết, (3) nỗ lực phát triển sự hấp dẫn dị tính, hoặc (4) khám phá những chọn lựa của họ.[38]

#### Những tổ chức cựu đồng tính
Đối với một số nhóm cựu đồng tính, chọn cách không hành động dựa trên những ham muốn đồng tính được coi là một sự thành công, trong khi những nhà trị liệu chuyển đổi tính dục thường hiểu sự thành công là việc giảm bớt hoặc loại bỏ những ham muốn đó. Ví dụ, một số người cựu đồng tính trong các cuộc hôn nhân đa xu hướng tính dục thừa nhận rằng họ chủ yếu cảm thấy hấp dẫn tình dục với người cùng giới, nhưng vẫn tìm cách duy trì cuộc hôn nhân. Những người ủng hộ cựu đồng tính đôi khi so sánh việc sử dụng nhãn dán "cựu đồng tính" với quá trình công khai tính dục. Một số hội nhóm vận động chính trị và xã hội theo Cơ đốc giáo bảo thủ như Focus on the Family (tạm dịch: Tập trung vào Gia đình), Hội đồng Nghiên cứu Gia đình (Family Research Council), và Hiệp hội Gia đình Hoa Kỳ (American Family Association) tích cực quảng bá đến các cử tri về sự thay đổi của các liệu pháp chuyển đổi và các nhóm cựu đồng tính.
Một số tổ chức cựu đồng tính tuân theo các giáo lý của một tôn giáo cụ thể, trong khi những tổ chức khác cố gắng bao hàm một tinh thần chung hơn. Mặc dù phần lớn những tổ chức cựu đồng tính được thành lập bởi những người theo đạo Tin lành ở Mỹ, hiện đã xuất hiện các tổ chức cựu đồng tính ở những vùng khác trên thế giới dành cho người Công giáo, Mặc Môn, Do Thái và Hồi giáo. Theo Douglas Haldeman, "Phương thức này được cho là một trong những phương thức phổ biến nhất cho những cá nhân đang tìm cách thay đổi xu hướng tính dục của bản thân". Các bộ phận cựu đồng tính thường tuyển nhân viên là những cố vấn viên tình nguyện, khác với tư vấn tái định hướng—được thực hiện bởi những chuyên viên lâm sàng đã được cấp phép.
Những nhóm cựu đồng tính sử dụng nhiều kĩ thuật khác nhau. Love in Action (Tình yêu trong Hành động) tổ chức các hội thảo về "phát triển ở trẻ nhỏ, vai trò giới và tính dục cá nhân", hướng dẫn riêng về Kinh thánh, "một môi trường có kết cấu giúp hình thành những thói quen mới và các khuôn mẫu hành vi lành mạnh", "các bài tập viết đầy thử thách và các dự án tương tác", "sự tham dự của gia đình để cải thiện giao tiếp... và tạo điều kiện thuận lợi cho việc hòa giải hôn nhân", và "đi bộ đường dài, cắm trại, chèo thuyền, và chèo xuồng vượt thác". Exodus International coi liệu pháp chuyển đổi tính dục tự nguyện là một công cụ hữu ích, nhưng không phải là một điều cần thiết. Evergreen International không ủng hộ hay phản đối bất kì liệu pháp cụ thể nào và tuyên bố rằng "trị liệu sẽ không thể trở thành một biện pháp chữa trị nếu mục đích là xóa bỏ tất cả cảm xúc đồng tính".

#### Sự chỉ trích
Robert L. Spitzer báo cáo vào năm 2003 rằng những cá nhân đã trải nghiệm về sự thay đổi xu hướng tính dục từng cảm thấy trầm cảm hay thậm chí muốn tự sát trước khi nhận được sự điều trị "chính là bởi trước đó họ đã nghĩ rằng không có hy vọng nào cho họ, và họ đã được rất nhiều chuyên gia về sức khỏe tâm thần cho biết rằng không có hy vọng nào, và họ chỉ có thể học cách sống chung với những cảm xúc đồng tính ấy". Tuy nhiên, nghiên cứu của Spitzer đã bị chê trách bởi nhiều người trong cộng đồng trị liệu và sức khỏe tâm thần. Hiệp hội Tâm thần Hoa Kỳ (American Psychiatric Association) đã liệt kê ra nhiều sai sót trong phương pháp và phân tích của Spitzer, và một đội đặc nhiệm của Hiệp hội Tâm lý Hoa Kỳ (American Psychological Association) cũng đã xem xét kĩ lưỡng công trình của Spitzer và nhận thấy nó có những sai sót nghiêm trọng. Mức độ mà giới truyền thông truyền tải các tuyên bố của Spitzer như một nguồn đáng tin đã được kiểm định và được phát hiện là có nhiều vấn đề. Cuối cùng, chính Spitzer đã nhận ra rằng nghiên cứu của ông có những sai sót nghiêm trọng và hủy bỏ những tuyên bố mà ông đã đưa ra.

### Liệu pháp thăm dò
APA đã đặc biệt khuyến cáo không thực hiện những nỗ lực thay đổi xu hướng tính dục và khuyến khích những người hành nghề giúp đỡ những người tìm cách thay đổi xu hướng tính dục qua việc sử dụng liệu pháp chấp nhận có hiệu quả với nhiều nền văn hóa, nhận ra tác động tiêu cực của sự kì thị trong xã hội đối với những nhóm tính dục thiểu số và cân bằng những nguyên tắc đạo đức của tính thiện và thành ý, công lý, và sự tôn trọng đối với quyền con người và nhân phẩm. Nếu một khách hàng muốn thay đổi xu hướng tính dục, nhà trị liệu nên giúp khách hàng tự đưa ra quyết định qua những đánh giá về nguyên do đằng sau mục tiêu của bệnh nhân.

## Mối quan hệ với tôn giáo
Thuật ngữ bất tương hợp bản ngã (egodystonic) và tương hợp bản ngã (egosyntonic) được sử dụng trong Giáo hội Công giáo Rome. Theo người vận động quyền cho người đồng tính Bernard Lynch, những linh mục đồng tính nhưng bất tương hợp bản ngã, hay "ghét sự đồng tính luyến ái của họ", sẽ được chấp nhận, trong khi những ứng viên cho vị trí linh mục tương hợp bản ngã, hay chấp nhận tính dục của bản thân, không thể được xem xét.
Một số nhà thờ công bố những hướng dẫn cụ thể cho các tu sĩ về cách thức chăm sóc những người thuộc cộng đồng LGBTQ. Chúng bao gồm Ministry to Persons with a Homosexual Inclination (tạm dịch: Chăm sóc Người có Xu hướng Đồng tính) được viết bởi Giáo hội Công giáo, và God Loveth His Children (tạm dịch: Chúa Yêu thương những Đứa con của Ngài) được viết bởi Giáo hội các Thánh hữu Ngày sau của Chúa Jesus Kitô (The Church of Jesus Christ of Latter-day Saints). Vào năm 1944, một nhà thờ trong Hội Thánh Tin Lành Trưởng Lão (Hoa Kỳ) (Presbyterian Church (USA)) tổ chức một hội nghị mang tên "The Path to Freedom: Exploring healing for the Homosexual"(tạm dịch: "Con đường dẫn tới Tự do: Khám phá chữa lành cho Người đồng tính"). APA khuyến khích các lãnh đạo tôn giáo nhận ra rằng việc phán xét về các vấn đề khoa học thực nghiệm thuộc phạm trù tâm lý học là nằm ngoài vai trò của họ.
Những người hành nghề về sức khỏe tâm thần có thể kết hợp tôn giáo vào trị liệu bằng cách hợp nhất các khía cạnh tâm lý của tôn giáo vào công việc của họ, cách thức bao gồm việc thu thập một đánh giá kĩ càng về những niềm tin tâm linh và tôn giáo của khách hàng, bản dạng tôn giáo và động cơ, cũng như hoạt động tâm linh; cải thiện khả năng đối mặt nhờ tôn giáo tích cực; và khám phá sự giao thoa giữa bản dạng tôn giáo và bản dạng xu hướng tính dục". Các nhà nghiên cứu đã phát hiện ra rằng đối với những khách hàng có xuất hiện "những xung đột bản dạng", sự xung đột này có thể được giảm bớt qua việc đọc những trích đoạn tôn giáo giúp tăng thêm tính tự quyết và cho phép họ giảm bớt sự chú ý tới những thông điệp tiêu cực về đồng tính luyến ái. Các nhà nghiên cứu cũng phát hiện ra rằng những khách hàng ấy sẽ tiến bộ nhiều hơn nếu họ tin rằng bất kể khuynh hướng tính dục của họ là gì, Chúa của họ vẫn sẽ yêu thương và chấp nhận họ.
Một số người thuộc cộng đồng LGBTQ chọn những nhóm tôn giáo chấp nhận LGBT, thay đổi nhà thờ, hay đơn giản là rời bỏ tôn giáo.